# フランソワ・デュバル
フランソワ・デュバル（François Duval, 1980年11月18日 - ）は、ベルギー人のラリードライバー。

## 経歴

### デビュー

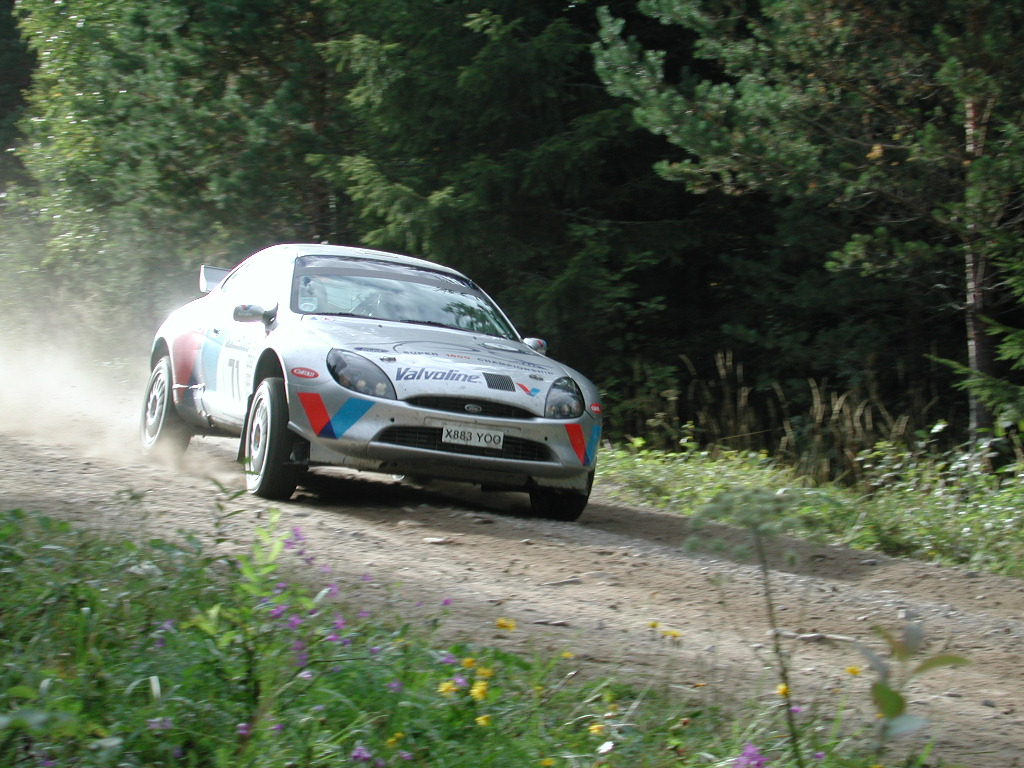
2001年ラリー・フィンランドにて

デュバルは4つのイベントで勝利し、1999年の「ベルギーシトロエン・サクソチャレンジ」のチャンピオンになった。そこから彼は世界レベルのラリードライバーとしてのキャリアをスタートした。2001年は世界ラリー選手権の下位カテゴリであるスーパー1600クラス（後の世界ジュニアラリー選手権）にフォード・プーマで参戦した。この年シトロエン・サクソに乗りタイトルを勝ち取ったのは、後にシトロエンでチームメイトになるセバスチャン・ローブである。

### フォード時代
2002年にはフォードのワークスチームのレギュラードライバーに採用され、フォード・フォーカスをドライブした。また同時にジュニアシリーズにも継続して参戦し、ラリー・モンテカルロでクラス優勝を果たした。
2003年シーズンにはコリン・マクレーとカルロス・サインツの移籍後を若きエストニア人、マルコ・マルティンと共にマニュファクチャラーズタイトル争いに貢献した。このシーズンはモンテカルロで初めてポイントを獲得し、ターマックイベントのツール・ド・コルスでは初めてポディウムに上った。その後も2004年まで、事実上のファーストドライバーであったマルティンの援護に回り、2004年のラリー・メキシコではワンツーフィニッシュを達成している。
しかし、フォードの継続参戦が不確実になってしまったため、デュバルとマーティンはこのシーズンいっぱいで放出されることとなった。

### シトロエン時代

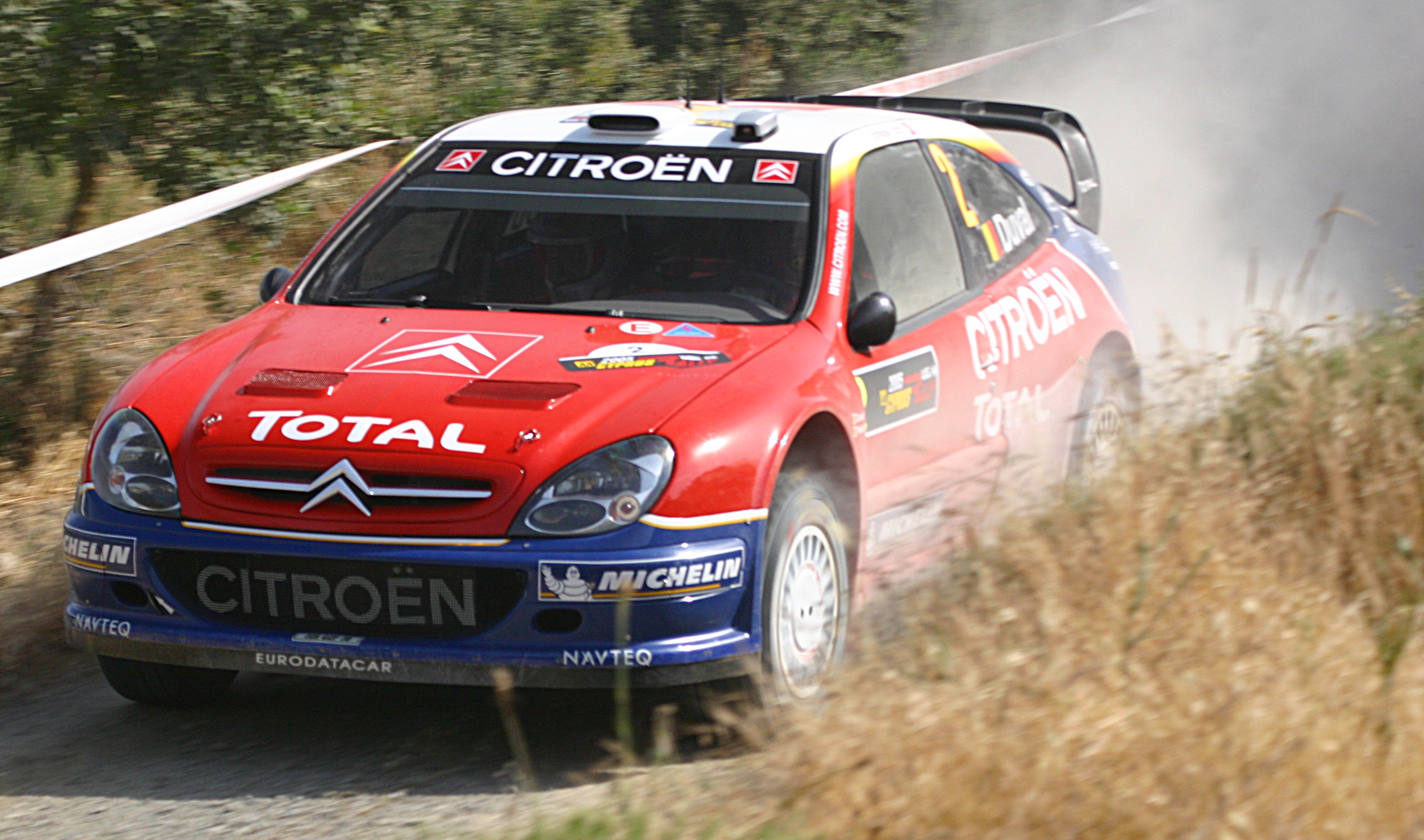
2005年キプロスラリーにて

2005年は前年マニュファクチャラーズタイトルを獲得したシトロエンに移籍し、世界王者セバスチャン・ローブのチームメイトとしてクサラWRCで戦った。しかし好調のローブに対し、デュバルは度重なるリタイアを喫しており、トルコとアクロポリスではレギュラーから外されることとなった。そして皮肉にもチームが代役として起用したのは、デュバルのシトロエン入りと入れ替わりに引退していた二度の世界王者、カルロス・サインツだった。しかし、デュバルは復調し、ラリー・ドイチュラントにおいて、順風満帆のローブに優勝こそ阻まれたものの2位を獲得。続くラリーGBでも素晴らしい走りで2位に入った。そして同年のラリー・オーストラリアでは、ハリ・ロバンペラとマンフレッド・ストールを抑え、ついにWRCでの初優勝を手にした。

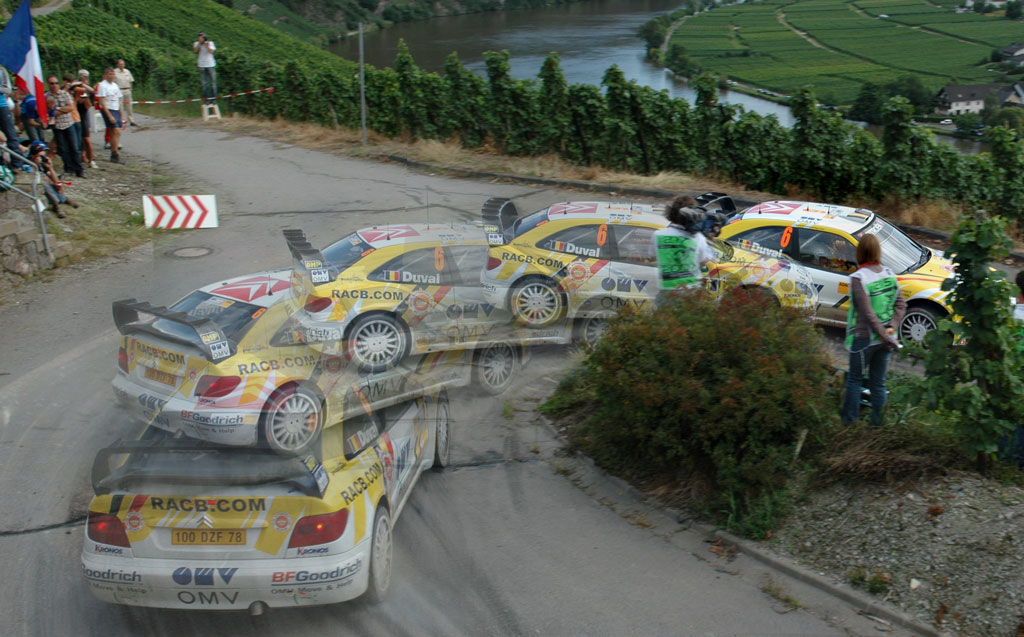
2007年ラリー・ドイチュランドにて

### シトロエン放出後
2006年シーズンの計画ははっきりしない状態が続いていた。シトロエンは1年間参戦を休止するが、この時点で二度のタイトルを獲得していたローブは2006年シーズンはプライベーターのクロノスから参戦すると同時に、シトロエンC4 WRCの開発にも加わることになっていた。しかしデュバルはどちらの計画にも関わることはできなかった。結局2006年はシュコダ・ファビアWRCでプライベーターとしていくつかのラリーに出走した。ローカルラリーの一つであるラリー・コンドロスで勝利した。一方WRCではラリー・カタルーニャでは6位入賞を果たし、その他のイタリアとトルコでもトップテンに入るにとどまった。
資金難によって、ファビアでの2007年計画は中止せざるを得なくなったが、シーズン後半にはプライベーターのクサラWRCのステアリングを握ることになった。ラリー・ドイチュランドでは新型のC4 WRCを駆るローブに僅差の二位でフィニッシュし、初優勝以来初めて表彰台に登った。

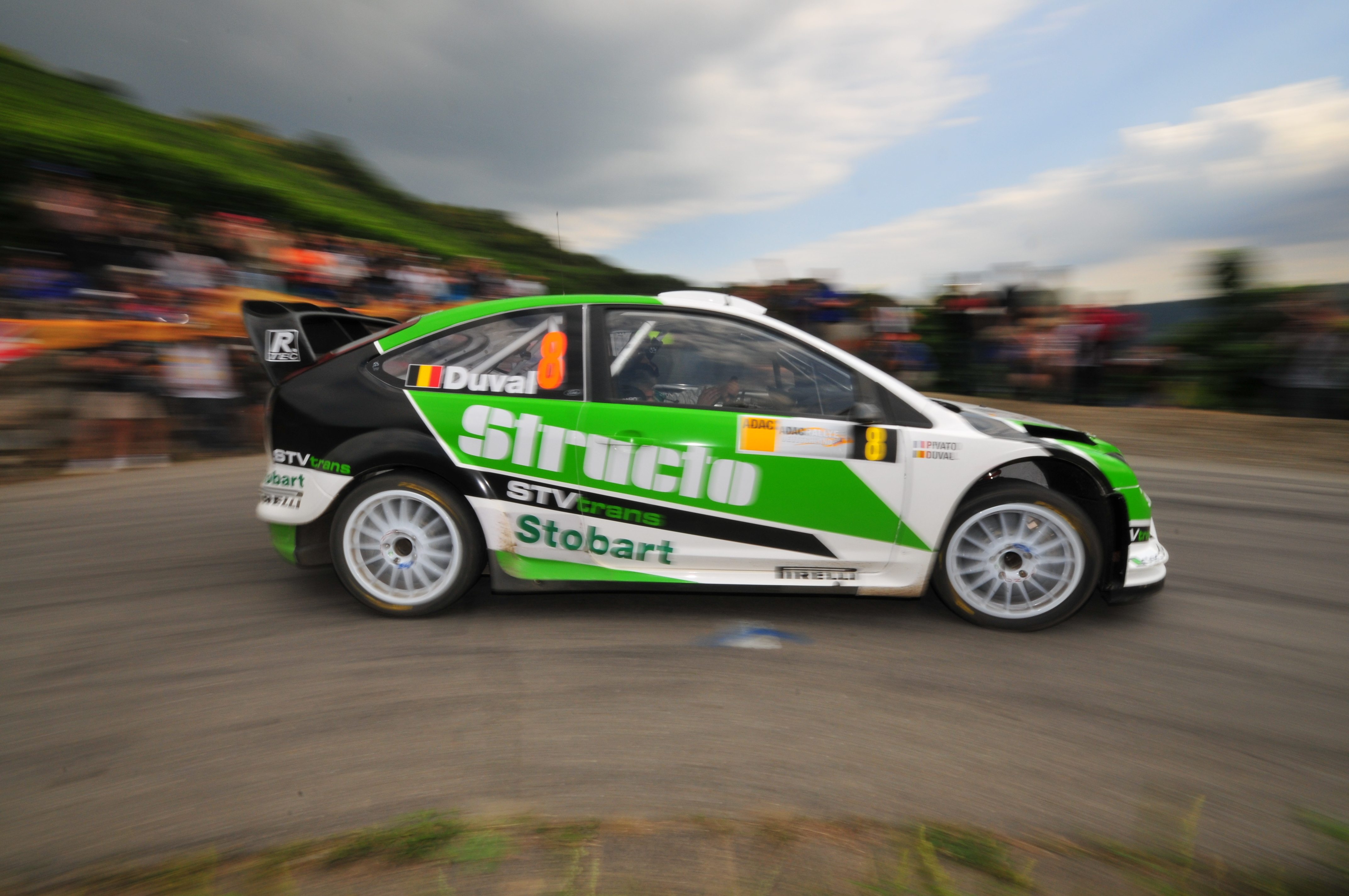
2008年ラリー・ドイチュランドにて

### フォード復帰
2008年開幕戦となるラリー・モンテカルロではストバートVK MスポーツフォードチームからフォーカスRS WRC07で出場し、スバルのクリス・アトキンソンと激しく争ったが、1.1秒差で3位を譲った。モンテカルロと同じくターマックイベントである2008ラリー・ドイチュランドにも出場し、フォードワークスチームのミッコ・ヒルボネンを破り3位入賞。同ラリーでジジ・ガリが負傷した後、ガリの代わりとして残りのグラベルイベントにも出場することとなった。この後のターマックイベントではヤリ＝マティ・ラトバラに代わってBPフォードチームのセカンドドライバーに抜擢された。ラリー・ニュージーランドにおいては5位にいながらも最後から2番目のSSでクラッシュ、リタイアした。しかし、この後もターマックにおいての高い実力を発揮し続け、ラリー・カタルーニャ、ツール・ド・コルスでそれぞれ4位、3位を獲得した。
ラリー・ジャパンではSS5を終えた時点で2位につけていたが、その直後のSS6でコースアウトし、彼のマシンはコンクリート柱に激しく衝突した。このクラッシュで、コ・ドライバーを務めていたパトリック・ピバトが骨盤と大腿骨を骨折する重傷を負った。この出来事で最終戦は、ディディエ・オリオールのコ・ドライバーでもあったデニス・ジロウデが代役を務めた。そして2010年は約2年振りにストバート Mスポーツフォードチームからラリー・ドイチュランドに出場した。総合5位にいながらSS14でクラッシュ、リタイアとなった。

### ラリークロス
以降のWRCへの参戦は無く、欧州ラリークロス選手権に出場。2009年から2015年まで地元ベルギーにスポット参戦し、2010年には優勝を手にした。世界ラリークロス選手権にも出場しており、この時の最高位は2016年開催のベルギーで総合5位だった。